# Vanessa Bradley
Pas d'image ? Cliquez ici

b Matchs officiels uniquement.
Dernière mise à jour le 3 juin 2025.
Vanessa Bradley (née Nooteboom), née le 18 octobre 1976 à Rockhampton, est une joueuse australienne de rugby à XV. Elle joue aux postes de troisième ligne centre ou de pilière. Elle représente l'équipe d'Australie entre 1996 et 2007.

## Biographie
Vanessa Bradley fait ses débuts internationaux contre l'équipe de Nouvelle-Zélande en 1996.
Elle dispute la Coupe du monde en 2006.

## Palmarès
- 8 sélections en équipe d'Australie.
- Participation à la Coupe du monde 2006